# Gymnastiek op de Olympische Zomerspelen 2024 – Ritmische gymnastiek individueel vrouwen
Het individuele ritmische gymnastiek voor de vrouwen op de Olympische Zomerspelen 2024 in Parijs vond plaats op 8 augustus (kwalificatie) en op 9 augustus (finale). De Duitse Darja Varfolomeev won het onderdeel voor de Bulgaarse Boryana Kaleyn die het zilver pakte en de Italiaanse Sofia Raffaeli die het brons won.

## Format
Alle deelnemende vrouwen moesten vier kwalificatie-oefeningen uitvoeren. De scores van alle oefeningen werden bij elkaar opgeteld en de beste tien deelneemsters gingen door naar de finale. Echter mochten er maximaal twee deelnemers per land in de finale komen. De scores van de kwalificatie werden bij de finale gewist, en alleen de scores die in de finale gehaald werden, telden. In de finale moesten de tien vrouwen opnieuw vier oefeningen turnen.

## Kwalificatieronde
| Rang | Gymnaste                    | Gymnaste | Hoepel      | Bal         | Knotsen     | Lint        | Totaal  |    |
| ---- | --------------------------- | -------- | ----------- | ----------- | ----------- | ----------- | ------- | -- |
| 1    | Sofia Raffaeli              | ITA      | 35.700 (1)  | 34.450 (5)  | 35.000 (2)  | 33.950 (1)  | 139.100 | Q  |
| 2    | Darja Varfolomeev           | GER      | 32.500 (12) | 36.450 (1)  | 35.250 (1)  | 32.650 (3)  | 136.850 | Q  |
| 3    | Boryana Kaleyn              | BUL      | 35.350 (2)  | 34.600 (4)  | 33.600 (5)  | 32.900 (2)  | 136.450 | Q  |
| 4    | Taisiia Onofriichuk         | UKR      | 34.250 (5)  | 35.250 (2)  | 33.750 (4)  | 32.500 (4)  | 135.750 | Q  |
| 5    | Margarita Kolosov           | GER      | 34.550 (4)  | 33.000 (7)  | 33.800 (3)  | 30.150 (15) | 131.500 | Q  |
| 6    | Ekaterina Vedeneeva         | SLO      | 34.150 (7)  | 32.600 (11) | 32.300 (8)  | 31.750 (8)  | 130.800 | Q  |
| 7    | Daria Atamanov              | ISR      | 33.250 (10) | 32.700 (10) | 32.100 (9)  | 32.400 (5)  | 130.450 | Q  |
| 8    | Bárbara Domingos            | BRA      | 34.750 (3)  | 33.100 (6)  | 30.200 (17) | 31.700 (9)  | 129.750 | Q  |
| 9    | Milena Baldassarri          | ITA      | 33.300 (9)  | 32.750 (8)  | 30.900 (11) | 32.300 (6)  | 129.250 | Q  |
| 10   | Zilu Wang                   | CHN      | 34.200 (6)  | 32.000 (15) | 30.650 (13) | 31.250 (12) | 128.100 | Q  |
| 11   | Stiliana Nikolova           | BUL      | 33.900 (8)  | 34.700 (3)  | 28.050 (19) | 31.050 (13) | 127.700 | R1 |
| 12   | Fanni Pigniczki             | HUN      | 32.650 (11) | 32.600 (12) | 30.450 (15) | 31.650 (10) | 127.350 | R2 |
| 13   | Elzhana Taniyeva            | KAZ      | 30.850 (17) | 32.000 (16) | 32.300 (7)  | 31.450 (11) | 126.600 | R3 |
| 14   | Takhmina Ikromova           | UZB      | 31.700 (14) | 32.350 (13) | 30.350 (16) | 32.000 (7)  | 126.400 | R4 |
| 15   | Polina Berezina             | ESP      | 29.700 (21) | 32.750 (9)  | 32.450 (6)  | 30.200 (14) | 125.100 |    |
| 16   | Vera Tugolukova             | CYP      | 31.150 (15) | 31.200 (18) | 30.600 (14) | 28.800 (19) | 121.750 |    |
| 17   | Hélène Karbanov             | FRA      | 30.500 (19) | 32.350 (14) | 28.650 (18) | 29.650 (16) | 121.150 |    |
| 18   | Evita Griskenas             | USA      | 30.500 (18) | 31.200 (17) | 27.550 (21) | 29.250 (17) | 118.500 |    |
| 19   | Zohra Aghamirova            | AZE      | 32.500 (12) | 30.200 (20) | 26.750 (23) | 28.400 (20) | 117.850 |    |
| 20   | Alba Bautista               | ESP      | 31.100 (16) | 28.100 (23) | 30.800 (12) | 27.650 (21) | 117.650 |    |
| 21   | Annaliese Dragan            | ROU      | 27.200 (23) | 30.550 (19) | 31.650 (10) | 25.450 (23) | 114.850 |    |
| 22   | Alexandra Kiroi-Bogatyreva  | AUS      | 30.050 (20) | 28.550 (21) | 26.850 (22) | 28.900 (18) | 114.350 |    |
| 23   | Aliaa Saleh                 | EGY      | 28.700 (22) | 28.150 (22) | 27.850 (20) | 27.000 (22) | 111.700 |    |
| 24   | Praewa Misato Philaphandeth | LAO      | 21.600 (24) | 21.600 (24) | 22.250 (24) | 21.900 (24) | 087.350 |    |

Reserve
- Stiliana Nikolova  BUL
- Fanni Pigniczki  HUN
- Elzhana Taniyeva  KAZ
- Takhmina Ikromova  UZB

## Finale
- Hoepel; de oefening met de hoepel
- Bal; de oefening met de bal
- Knotsen; de oefening met de knotsen
- Lint; de oefening met het lint
- Totaal; de scores van de vier oefeningen (bal, hoepel, knotsen en lint) worden bij elkaar opgeteld.

| Rang   | Gymnaste            | Gymnaste | Hoepel      | Bal         | Knotsen     | Lint        | Totaal  |
| ------ | ------------------- | -------- | ----------- | ----------- | ----------- | ----------- | ------- |
| Goud   | Darja Varfolomeev   | GER      | 36.300 (1)  | 36.500 (1)  | 36.350 (1)  | 33.700 (2)  | 142.850 |
| Zilver | Boryana Kaleyn      | BUL      | 35.850 (2)  | 36.450 (2)  | 34.550 (3)  | 33.750 (1)  | 140.600 |
| Brons  | Sofia Raffaeli      | ITA      | 35.250 (3)  | 32.900 (6)  | 35.900 (2)  | 32.250 (7)  | 136.300 |
| 4      | Margarita Kolosov   | GER      | 34.600 (6)  | 34.150 (3)  | 33.950 (6)  | 32.550 (6)  | 135.250 |
| 5      | Daria Atamanov      | ISR      | 35.200 (5)  | 31.800 (9)  | 33.850 (7)  | 33.000 (3)  | 133.850 |
| 6      | Ekaterina Vedeneeva | SLO      | 34.100 (7)  | 31.950 (8)  | 33.150 (8)  | 32.700 (5)  | 131.900 |
| 7      | Zilu Wang           | CHN      | 35.250 (3)  | 32.700 (7)  | 34.300 (4)  | 29.300 (9)  | 131.550 |
| 8      | Milena Baldassarri  | ITA      | 32.600 (8)  | 33.150 (5)  | 32.500 (9)  | 31.450 (8)  | 129.700 |
| 9      | Taisiia Onofriichuk | UKR      | 30.400 (9)  | 30.900 (10) | 34.150 (5)  | 32.950 (4)  | 128.400 |
| 10     | Bárbara Domingos    | BRA      | 29.600 (10) | 33.200 (4)  | 31.200 (10) | 29.100 (10) | 123.100 |

- Dik — hoogste score in elk van de vier onderdelen.
- Schuin — hoogste score van alle vier de onderdelen.

1984: Lori Fung ·
1988: Marina Lobatsj ·
1992: Alexandra Timosjenko ·
1996: Jekaterina Serebrjanskaja ·
2000: Joelia Barsoekova ·
2004: Alina Kabajeva ·
2008: Jevgenia Kanajeva ·
2012: Jevgenia Kanajeva ·
2016: Margarita Mamoen ·
2020: Linoy Ashram ·
2024: Darja Varfolomeev